# Vittsjö
Vittsjö is een plaats in de gemeente Hässleholm in het noorden van Skåne de zuidelijkste provincie van Zweden. De plaats heeft 1691 inwoners (2005) en een oppervlakte van 266 hectare.

## Verkeer en vervoer
Bij de plaats loopt de Länsväg 117.
De plaats had vroeger een station aan de nog bestaande spoorlijn Markarydsbanan.

## Geboren
- Fredrik Ljungberg (16 april 1977), voetballer